# روبرت بارتلي
روبرت بارتلي (بالإنجليزية: Robert L. Bartley)‏ هو صحفي أمريكي، ولد في 12 أكتوبر 1937، وتوفي في 10 ديسمبر 2003.

## وصلات خارجية
- روبرت بارتلي على موقع إن إن دي بي (الإنجليزية)